# 악상어속
악상어속(Lamna)은 악상어과에 속하는 악상어 속의 하나로 현존하는 2종을 포함하고 있다. 북대서양과 남반구에 사는 비악상어와 북태평양에 사는 악상어가 있다.

## 특징
몸길이는 2m 이상까지 자란다. 주로 해수면 근처에서 서식한다.

## 하위 종
- 악상어 (L ditropis) C. L. Hubbs & Follett, 1947
- 비악상어 (L nasus) (Bonnaterre, 1788)